# Бой за цементный завод в Чири-Юрте
Бой за цементный завод в Чири-Юрте — эпизод Первой чеченской войны, произошедший весной 1995 года. В ходе нескольких попыток штурма федеральным войскам удалось установить свой контроль над Чири-Юртовским цементным заводом, превращённым боевиками в крепость на пути к «Волчьим воротам» — входу в Аргунское ущелье.

## Предыстория
После взятия Грозного в марте 1995 года перед федеральными войсками стала задача по установлению контроля над горной частью Чечни. Отряды чеченских боевиков, потерпев поражение в равнинной части Чечни, отходили в горы, создавая базу для ведения партизанской войны. Продвигавшиеся вверх по течению реки Аргун федеральные силы подошли ко входу в Аргунское ущелье, так называемым «Волчьим воротам».

## Позиции боевиков
У входа в ущелье находилось большое село Чири-Юрт. Четыре дня командование передовых частей, подошедших к селению Чири-Юрт, пыталось договориться с полевыми командирами боевиков и местным населением не проливать кровь. Регулярные контакты сельских руководителей и командиров состоявшего из местных жителей чеченского отряда боевиков с командирами федеральных частей позволили избежать массовой гибели гражданского населения. Отряд боевиков занял оборону на расположенном на окраине села цементном заводе.
Цементный завод находился к востоку от села Чири-Юрт. В советские годы чири-юртовский цементный завод был крупнейшим на Северном Кавказе, производил до полутора миллионов тонн цемента в год.
Цементный завод, расположенный на стыке двух горных гряд под Чири-Юртом, был превращён боевиками в сильный оборонительный узел. С одной стороны завод был прикрыт рекой, остальные незащищённые рекой подходы к заводу были покрыты минными полями. Боевики в обороне использовали существующие и возведённые из цемента огневые точки. Постоянная группировка противника насчитывала 40—50 боевиков. На заводе было до 6 единиц бронетехники. 6—8 миномётов, крупнокалиберные пулемёты ДШК и НСВТ. Также имелось большое количество стрелкового оружия и противотанкового, включая и ПТУРы, так же были и зенитные ракеты. Кроме того состав постоянной группировки периодически усиливался за счёт отрядов обороняющихся непосредственно на хребте.

## Первые попытки штурма
В марте и апреле 1995 года завод поочерёдно уже пытались взять 324-й и 245-й мотострелковые полки (так же для усиления от 166 бригады были задействованы несколько подразделений, какие именно, не установлено). И оба раза, неся потери, отходили назад.
28 апреля 1995 года Президентом Российской Федерации Борисом Ельциным, в рамках празднования 50-летия Победы, было объявлено о приостановке боевых действий с российской стороны с 28 апреля по 11 мая 1995 года Эту передышку использовали и Российская, и Чеченская стороны. Во время «юбилейного» моратория чеченские боевики перебросили часть сил на равнину, в том числе в район Грозного.

Генерал Г. Трошев: 
Мы понимали, что объявление моратория носило чисто политический характер — страна готовилась к празднованию 50-летия Великой Победы, в Москву прибывали многочисленные зарубежные делегации. Но боевики не собирались соблюдать мораторий. Гибли наши солдаты и офицеры, гибли лояльные к нам чеченцы… Дудаевцы использовали передышку для пополнения и перегруппировки своих сил. Многие реальные достижения «федералов» таяли на глазах, как поздний весенний снег.

## Подготовка к третьему штурму
Третий раз брать неприступный завод поручили десантникам полковника (с 2012 г. — генерал-полковник) Владимира Шаманова. Получив для усиления танковую роту, артиллерийские и сапёрные подразделения поддержки (вероятнее всего не только 166 ОМСБР). Шаманов попросил командующего их направлением генерал-майора Владимира Булгакова, чтобы план операции знали только они двое. Случаи утечки информации были уже нередки. Задача требовала нестандартного решения, иначе было не избежать крупных потерь. Перед раскинувшимся километра на два по фронту заводом — река и якобы мирный посёлок Чири-Юрт.
Было ясно, что перемирие используется боевиками лишь для перегруппировки и наращивания сил. Боевики цепко держались за цементный завод, этот своеобразный «замок» на входе в Аргунское ущелье. Переговоры о том, чтобы завод оставить целым, ни к чему не привели. Было решено нанести по укреплениям бомбо-штурмовые и артиллерийские удары. Первые удары пришлись по сёлам Чири-Юрт и Сержень-Юрт.

Генерал Г. Трошев: 
Мало того что комплекс заводских зданий представлял собой мощное оборонительное сооружение, так ещё и местность была сложной для наших атакующих подразделений. А бандиты хорошо окопались, укрепились и готовы были сражаться с намного превосходящими их силами. Шаманов доложил мне своё решение на бой. Я одобрил его вариант. Однако во избежание кровопролития попросил (для очистки совести) послать парламентёра к боевикам. «Поставь им ультиматум: сопротивление бесполезно — или сдача в плен, или полное уничтожение», — сказал я Владимиру Анатольевичу. Он всё сделал, выполнил указание. В общем, мы поступили «по-джентльменски». Как говорится, наше дело — предложить. Полевой командир оборонявшихся дудаевцев ответил на ультиматум вызывающе нагло: мы вас, дескать, тут всех похороним, в ущелье вы не войдёте, — что-то в этом роде. Шаманов аж зубами заскрежетал, выслушав бандита: — Ну, сволочь, ты у меня дождёшься! Я с тобой ещё поговорю, если жив останешься! — И тут же скомандовал: — Вперёд! И тут началось. Один день, второй, третий… То артиллерийские удары, то разведка боем, то огневые стычки.

### Подвиг артиллериста Валерия Иванова
В боях за цементный завод совершил свой подвиг Герой России гв. рядовой Валерий Иванов. 18—19 мая 1995 года второй артиллерийский дивизион 166-й мотострелковой бригады, в котором служил В. Иванов, выполнял задачу по огневой поддержке наступающих подразделений ВДВ, которые штурмовали сильно укреплённые позиции боевиков в районе населённого пункта Чири-Юрт.
19 мая 1995 года позиции дивизиона были обстреляны миномётным огнём боевиков. В результате прямого миномётного попадания самоходная установка 2С3 «Акация» загорелась, а механик-водитель был контужен. Иванов, проявив смелость, заменил водителя и вместе с командиром расчёта, младшим сержантом С. А. Воиновым вступил в схватку с огнём. Получив сильные ожоги лица и рук, командир покинул боевое отделение самоходки, Иванов остался в горящей машине один. Солдат сумел отогнать самоходку с огневой позиции, но сам спастись не успел — от пожара взорвался боекомплект САУ. В течение трёх часов сослуживцы прочёсывали местность, но найти удалось только маленькие фрагменты человеческого тела. Валерий Иванов погиб, но своими действиями спас жизнь многих своих товарищей. Указом президента Российской Федерации от 1 декабря 1995 года за мужество и героизм, проявленные при выполнении специального задания гвардии рядовому Иванову Валерию Вячеславовичу присвоено звание Героя Российской Федерации посмертно.

## Взятие цементного завода
Завод был до основания разрушен артиллерией и авиацией. 20 мая цементный завод (а на его территории сосредоточились существенные силы Дудаевцев (в капонирах и подземных помещениях) был взят обходным манёвром. Войска вплотную подошли к горловине Аргунского ущелья.
Почти двое суток 9 ПДР 108 ГВ.ПДП и все приданные танки усиленно изображали подготовку к наступлению с восточного края завода. Танки вели обстрел завода и маневрировали именно с этого направления. На этом же направлении шло активное разминирование при помощи реактивных зарядов, так называемых «змей-горынычей» (реактивная установка разминирования УР-77 «Метеорит»). Внимание противника также было отвлечено действиями 245 полка, с северо-восточного направления. Боевики поверили и сосредоточили всё своё внимание на северо-восточном и восточном секторах обороны завода.
А подразделения ВДВ генерала Шаманова ударили с другой стороны. В четыре утра без артподготовки операцию начала разведрота. Форсировав реку Аргун, под покровом ночи разведчики обошли посёлок Чири-Юрт и, незамеченные, заняли позиции между ним и заводом. И после этого, тем же маршрутом, только через мост, на большой скорости в атаку пошла бронегруппа. Стремительно выскочив между посёлком и заводом, четыре десятка боевых машин десанта (БМД-2), не сбавляя скорости и по ходу движения перестраиваясь в боевой порядок, понеслись на завод. Штурм начался настолько внезапно и быстро, что боевики, ожидавшие наступления с другой стороны, перестроиться уже не успели. Через пять минут после начала движения бронегруппы, выпрыгивающие из БМД десантники штурмовали заводские корпуса. Дудаевцы, едва успев понять, что происходит, были обречены. А многие отдыхавшие ночью в посёлке бандиты и вовсе не вступили в бой — предпочли потом прикинуться мирными жителями. Основные силы боевиков отошли из района Чири-Юрта на Шатой и Ведено, узнав что федеральные части их обошли, взяв цементный завод.
Новороссийские десантники взяли завод за четыре часа. В 7.30 утра завод был взят без единой потери, несмотря на то, что многие из штурмовавших завод десантников ещё не имели боевого опыта. Для генерала Шаманова это также был первый бой в его жизни.

Генерал Г. Трошев: 
И наконец — ночной штурм. Грамотно и стойко оборонялись боевики. Некоторые солдаты дрогнули. Шаманов потихоньку свирепел. Ночную атаку Владимир Анатольевич возглавил сам. В воздухе от железа и свинца аж тесно было. В эфире — мат. Боевики орут: «Аллах, акбар!» И Шаманов, как Чапай, — впереди. Взяли завод. Целый отряд боевиков извели: десятки трупов нашли в окопах и развалинах зданий. В конце концов нашли мы двух живых боевиков. У одного — гранатой разорвало задницу. Жуткое зрелище. Лежит на спине — доходит. На наших глазах и кончился. У второго оторвало руку. Всмотрелись — Ваха, полевой командир, который грозился нас тут всех похоронить. Бледный, как мел. Смотрит испуганно. — Что ж ты, негодяй, натворил? — начал я. — Столько людей (своих прежде всего!) угробил, завод порушил!.. — Довоевался, гнида?! — вспылил Шаманов. Хотел ещё что-то добавить, а у того — слезы в глазах. Заплакал, как ребёнок. Плюнули в сердцах на окровавленную землю и подались к своим.

## Потери
У боевиков по не уточнённым данным в ходе последнего штурма 20 мая было 6 убитых и несколько раненых. По утверждению же генерала Трошева было уничтожено несколько десятков бандитов. Боевиков на момент операции на заводе находилось не менее двухсот, которые, побросав оружие, бежали. Десантники в течение дня прочесали не только территорию завода, но и ближайший лесной массив. На заводе было обнаружено множество трофеев.

Данные о потерях со стороны федеральных сил за три штурма не известны. Известно только, что последний, решающий, штурм 20 мая 1995 года удалось провести без потерь со стороны федеральных сил. В 1995 года на канале ОРТ был показан сюжет журналистов Николая Шебалкова и Валентины Тарасовой, снятый после боя за цементный завод: 
У селения Чири-Юрт, на цементном заводе произошло убийство с особой жестокостью. То ли боевики отступая не успели замести следы, то ли оставили специально для устрашения, но факт жестокости, вот он. Не будем называть фамилию погибшего солдата, погибшего от пыток. Документы удостоверяющие личность найдены, здесь же… Важно, что погиб от рук палача. Отрубили руку… отрезали половой орган… Фактов свидетельствующих о жестокости боевиков, в этой войне было не мало.

## Цементный завод в дальнейшем
В ходе войны Чири-Юртовский цементный завод ещё несколько раз переходил из рук в руки. После окончания Первой чеченской войны власти Ичкерии не стали восстанавливать цементный завод. Развалины завода использовались подразделениями армии и полиции Чеченской Республики Ичкерия для тренировок личного состава.
Во время Второй чеченской войны, после установления российского контроля над Чири-Юртом, было принято решение о восстановлении завода. Работы были начаты в 2001 и закончены в 2007 году Сметная стоимость его восстановления составила 1,9 миллиарда рублей.